# Goes (Zelanda)

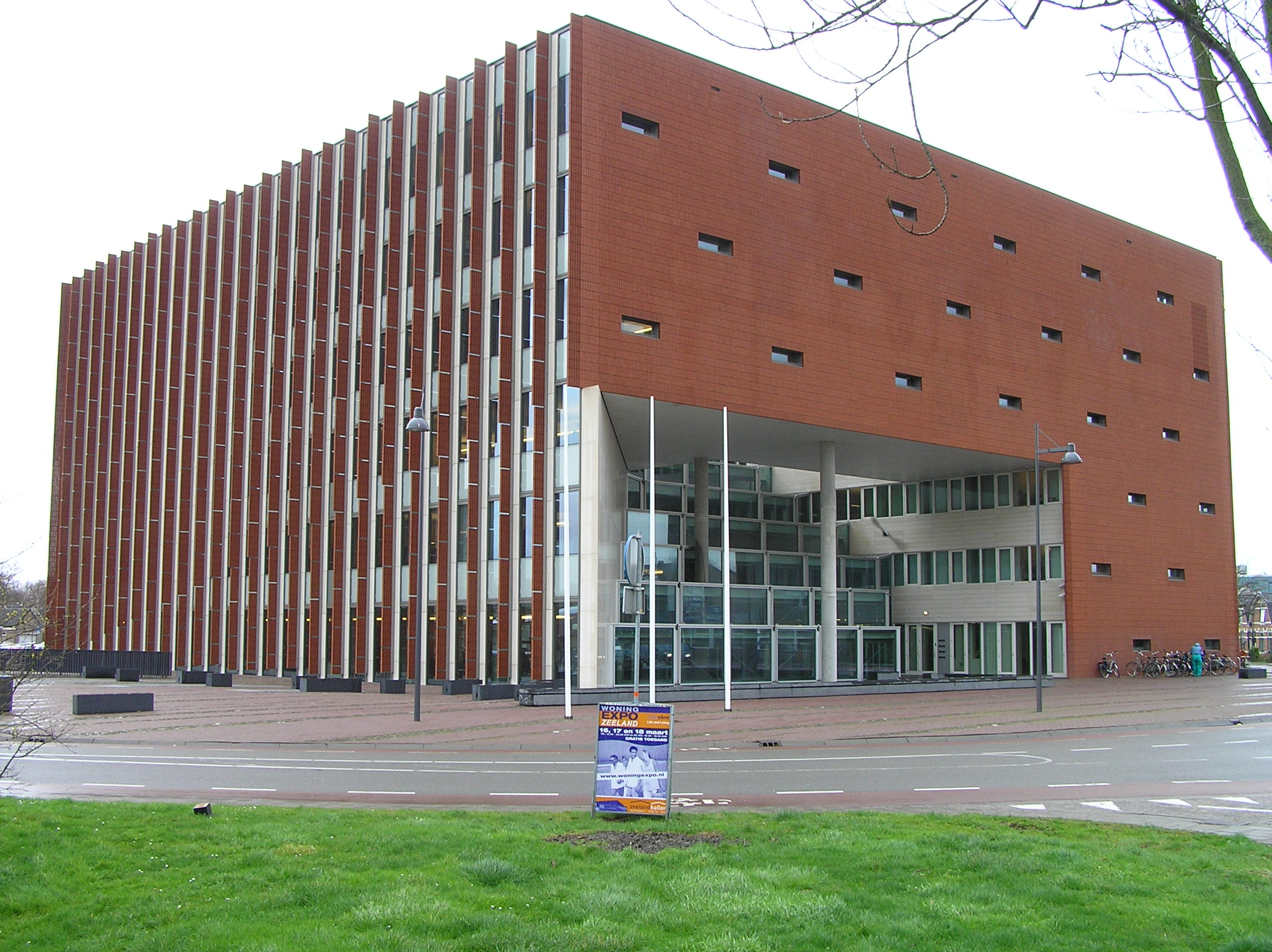
Ajuntament

Goes (zelandès Goes) és un municipi de la província de Zelanda, al sud dels Països Baixos. L'1 de gener de 2009 tenia 36.741 habitants repartits per una superfície de 102,09 km² (dels quals 9,25 km² corresponen a aigua). Limita al nord amb Noord-Beveland, a l'oest amb Middelburg, a l'est amb Kapelle i al sud amb Borsele.

## Centres de població
- Eindewege
- Goes
- 's-Heer Arendskerke
- 's-Heer Hendrikskinderen
- Kattendijke
- Kloetinge
- Oud-Sabbinge
- Wilhelminadorp
- Wolphaartsdijk

## Ajuntament
| Eleccions locals | Eleccions locals | Eleccions locals | Eleccions locals | Eleccions locals | Eleccions locals |
| Partit           | % 2002           | % 2006           | Esc 2002         | Esc 2006         |                  |
| ---------------- | ---------------- | ---------------- | ---------------- | ---------------- | ---------------- |
| PvdA             | 20,3             | 27,4             | 5                | 7                |                  |
| CDA              | 25,9             | 21,9             | 7                | 6                |                  |
| VVD              | 16,5             | 17,6             | 4                | 4                |                  |
| SGP/ChristenUnie | 15,5             | 14,5             | 4                | 4                |                  |
| GroenLinks       | 14,5             | 13,3             | 3                | 3                |                  |
| D66              | 7,3              | 5,3              | 2                | 1                |                  |
| total            | 54,0             | 57,0             | 25               | 25               |                  |

## Monuments i llocs d'interès

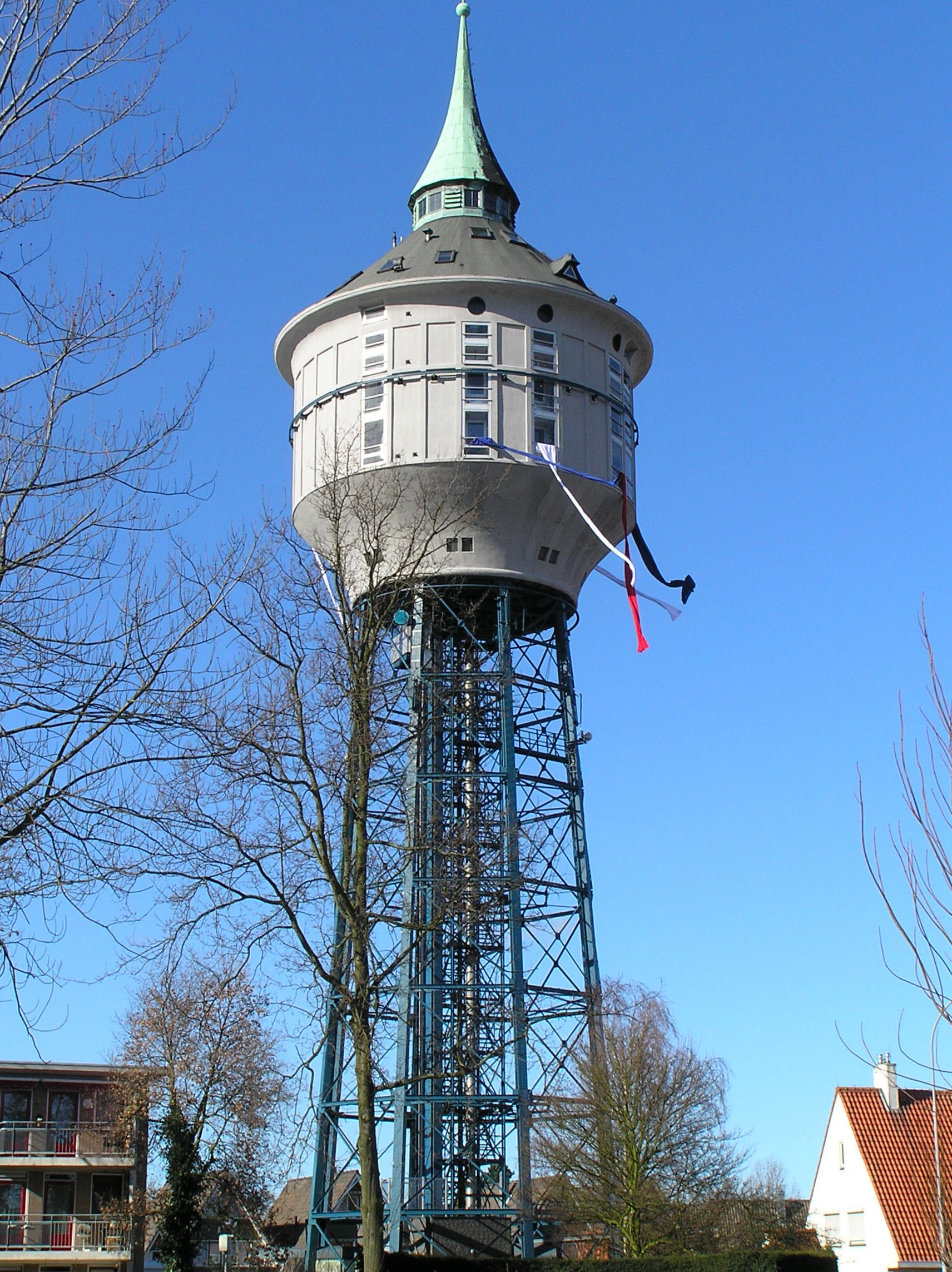
La torre d'aigua
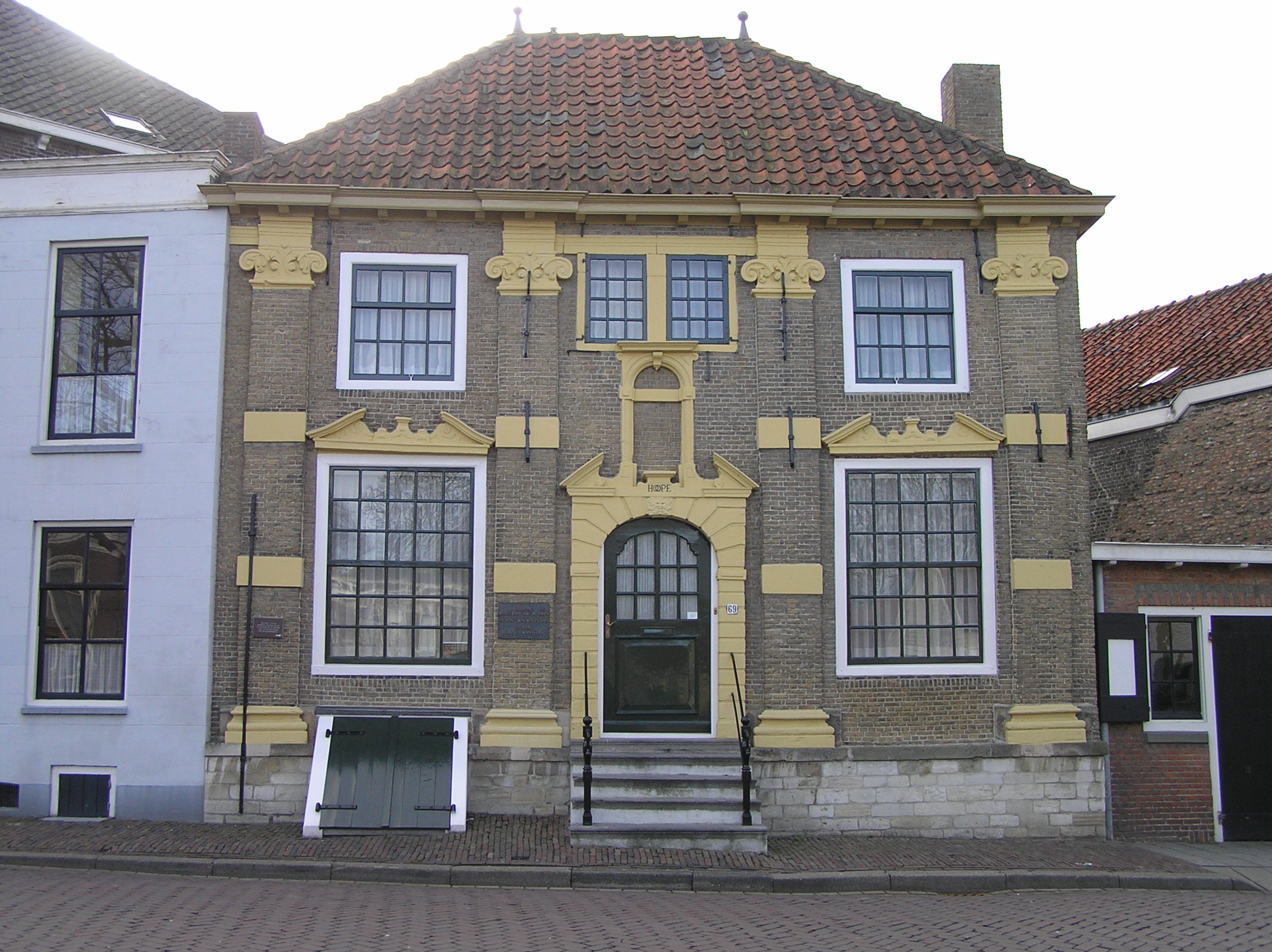
Casa Brugwachtershuis
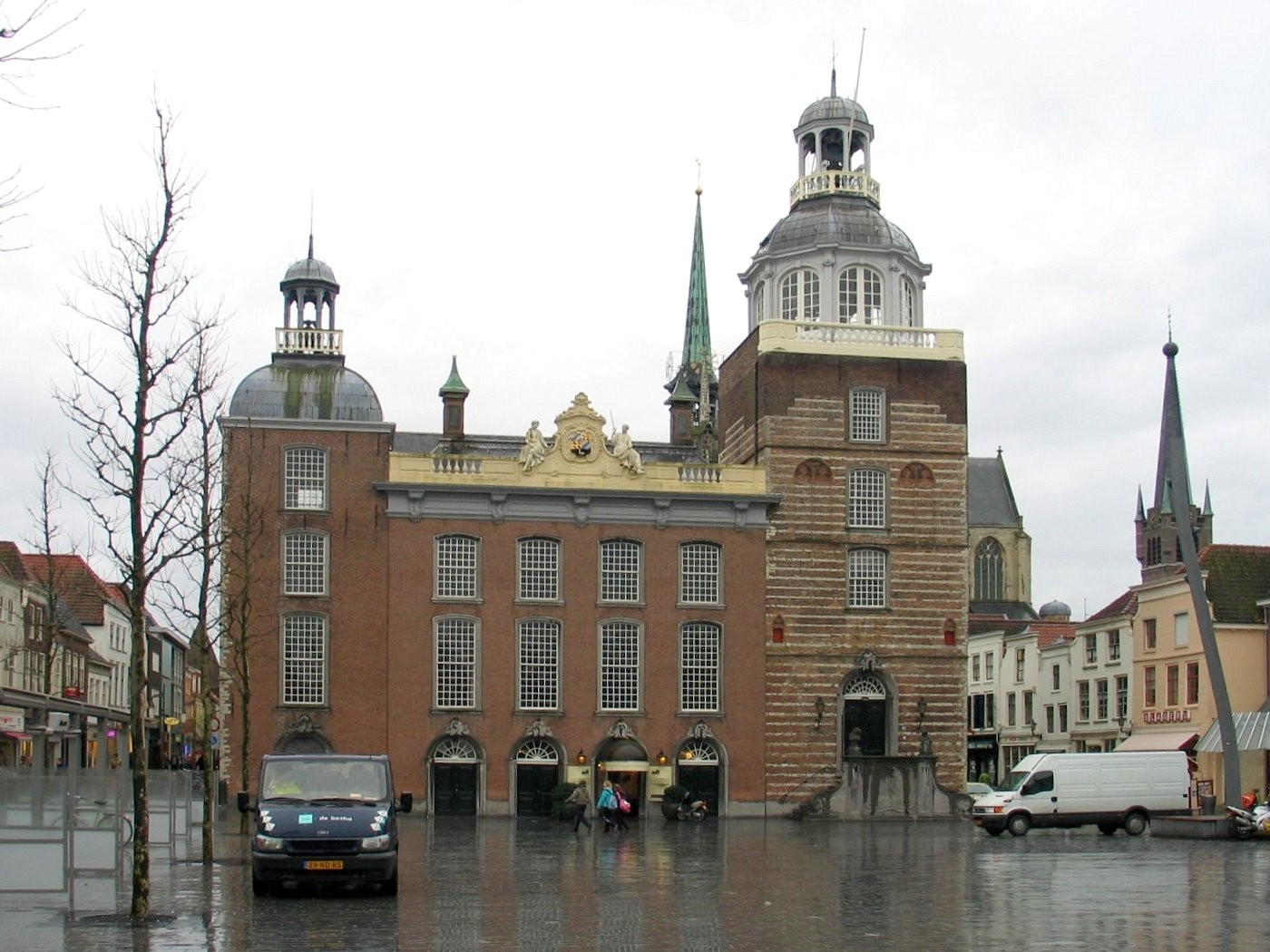
Casa de la vila
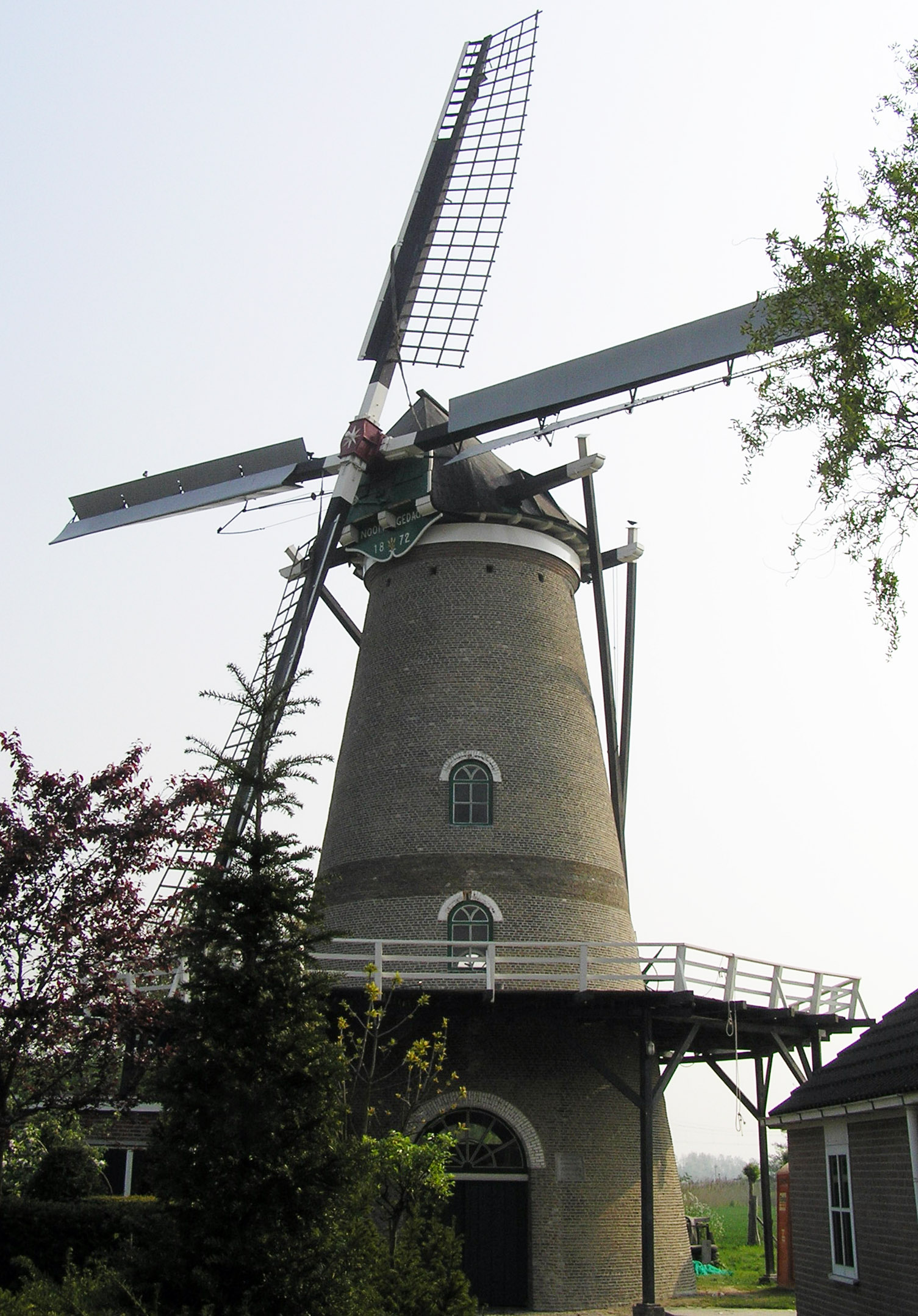
Molí Nooit Gedacht